# Sinicyno (rejon wołogodzki)
Sinicyno (ros. Синицыно) – wieś w Rosji, w rejonie wołogodzkim obwodu wołogodzkiego. W 2010 r. liczyła 5 mieszkańców.